# Бидлоо, Николай Ламбертович
Николай Бидлоо (нидерл. Nicolaas Bidloo; 1669 или 1670, Амстердам — 23 марта [3 апреля] 1735, Москва) — голландский доктор медицины, придворный врач Петра I. Основатель и в течение почти тридцати лет руководитель первого в России государственного лечебного учреждения (1707). Ландшафтный архитектор, создатель проекта Лефортовского парка в Москве (1723) и первой, деревянной версии Меншиковского дворца в Санкт-Петербурге (1704).

## Биография

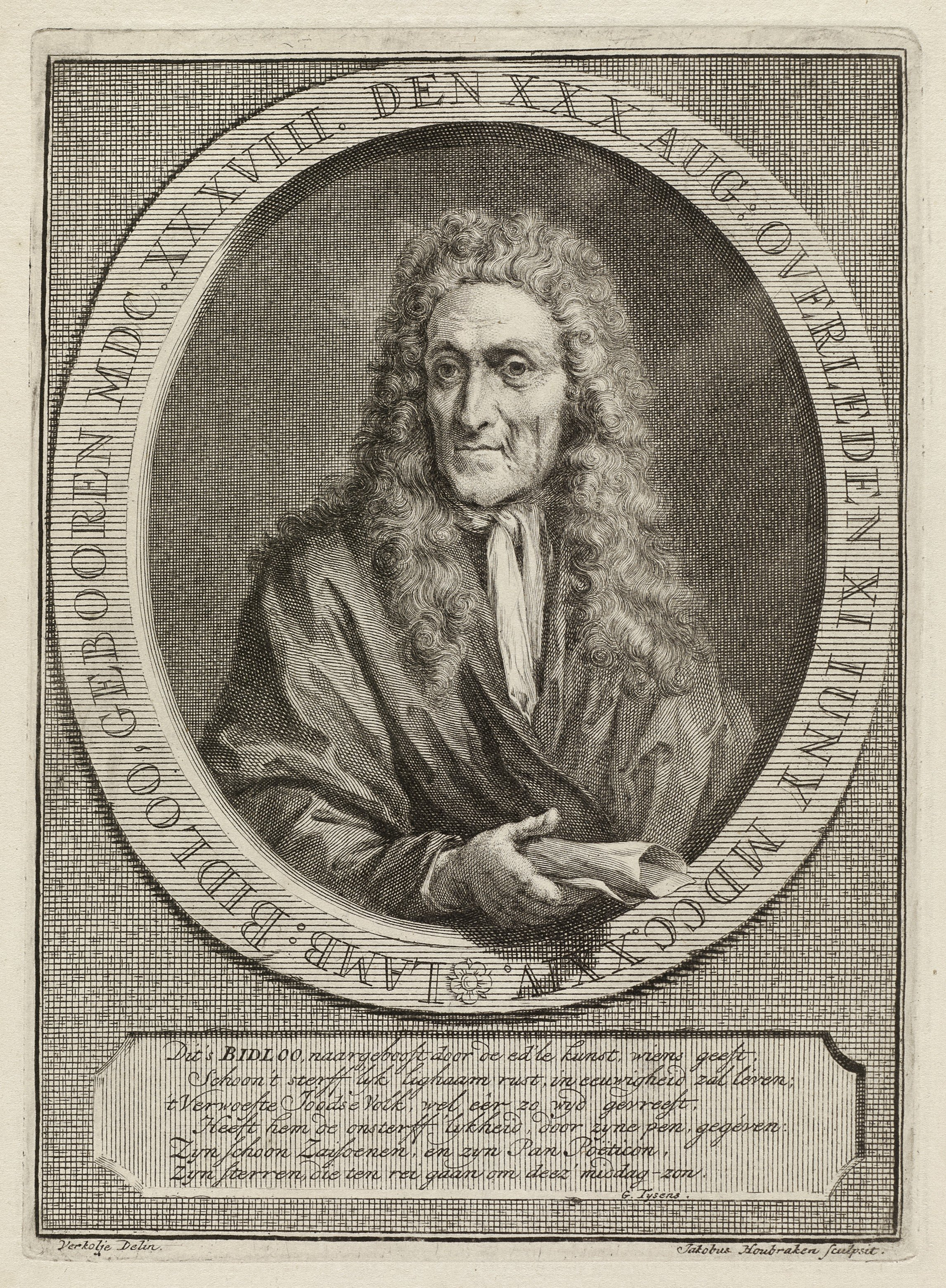
Бидлоо, Ламберт (отец)

Николай Бидлоо родился около 1670 года в городе Амстердаме, в семье известного голландского учёного-медика Ламберта Бидлоо; племянник Говерта Бидлоо.
Получил степень доктора в Лейденском университете в 1697 года за диссертацию лат. De menstruorum suppressione («О задержке менструации»).

### В России
Согласно контракту, подписанному с русским послом Матвеевым 16 марта 1702 года на шесть лет, Бидлоо согласился работать в Москве в качестве личного врача Петра I с годовым жалованьем в 2500 голландских гульденов, — гораздо больше, чем в то время получали профессора медицины. По контракту, в случае его преждевременной смерти, его жена и дети получали половину годового жалованья до истечения срока контракта. Бидлоо прибыл в Москву летом 1703 года.

## Госпиталь и училище
После нескольких лет пребывания при Петре I, отличавшемся крепким здоровьем, Бидлоо в разговоре с царём сказал, что не видит целесообразности своего пребывания в Москве и просил отпустить его. Вместо отставки ему было предложено разработать проекты устройства в Москве госпиталя или медицинской школы. В 1707 году по проекту Бидлоо в Москве (в Лефортово) были открыты госпиталь (ныне Главный военный клинический госпиталь имени Н. Н. Бурденко) и первая в России госпитальная медико-хирургическая школа на 50 учеников:

…За Яузой рекою против Немецкой слободы, в пристойном месте, для лечения болящих людей. А у того лечения быть доктору Николаю Бидлоо, да двум лекарям, Андрею Репкину, а другому — кто прислан будет; да из иноземцев и из русских, изо всяких чинов людей, — набрать для аптекарской науки 50 человек; а на строение и на покупку лекарств и на всякие к тому дела принадлежащие вещи, и доктору, и лекарям, и ученикам на жалованье деньги держать в расход из сборов Монастырского приказа.

Бидлоо в продолжение 30 лет состоял её инспектором и профессором анатомии и хирургии. Бидлоо докладывал Петру I:

…Вашему Царскому Величеству благоугодно явилось 1706 году всемилистивейше повелеть гошпиталь при Яузе построить, который … ноября в 21 день 1707 году в такое состояние приведен, что со оным в Божие имя начало учинено, и впервые несколько больных в тот дом приведено … Сей Ваш указ, всемилостивейший Государь, привел я к доброму концу, к Вашего Величества славе и к пользе бедным и увечным, и … таковы гошпиталь … не только во всю Россию, но и во весь свет к Вашей славе известен, и в разных книгах о том учинися упоминание

… я лутчих из сих студентов Вашего Царского Величества освященной особе или лутчим господам рекомендовать не стыжуся, ибо они не токмо имеют знание одной или другой болезни, которая на теле приключается и к чину хирургии надлежит, но и генеральное искусство о всех болезнях от главы даже до ног … како их лечить … Взял я в разных городах 50 человек до науки …, из которых осталось 33, 6 умерло, 8 сбежали, 2 по указу взяты в школу, 1 за невоздержание отдан в солдаты.

Впоследствии, Бидлоо старался получить как можно более способных учеников ещё на стадии набора. — Для этого он не стеснялся переманивать в свою школу способных студентов из Греко-Латинской Академии; префект Академии, отец Гедеон, даже пожаловался на этот «научный шпионаж» в Синод, назвав Бидлоо «записующим что наилучших учеников в анатомическое учение без ректорского и префекторского ведома». Так, правдами и неправдами, в результате настойчивых трудов Бидлоо была создана основа для подготовки лекарей для русской армии и флота, и из стен его школы вышла целая плеяда искусных по тому времени врачей.
Одновременно с ежедневными занятиями в больнице, школе и в анатомическом театре, Бидлоо успевал вести оживлённую переписку с Академией наук и с иностранными корреспондентами по вопросам медицины; был знатоком изящных искусств, занимался музыкой, разводил сады, чертил планы построек, устраивал каскады и фонтаны. В 1723-м году, при возвращении Петра І из персидского похода Бидлоо, чтобы потешить царя, силами своих учеников устроил в госпитале настоящее театральное представление. Император часто призывал образованного и благоразумного голландца к себе для совета, да и сам нередко посещал учёного и засиживался у него за полночь. При предсмертной болезни царя Бидлоо выезжал, по вызову личного врача Петра I, в С.-Петербург — для консилиума, также и позднее, в 1726-м году, при болезни князя А. Д. Меншикова.
Авторитет Бидлоо как врача был столь высок, что спустя пять лет после его смерти его преемник на посту директора госпитальной школы, лейб-медик Л. Л. Блюментрост, не задумываясь рекомендовал некую капитаншу Энгельбрехт ко двору Анны Иоанновны как повивальную бабку именно потому, что она часто ассистировала доктору Бидлоо при родах.
Николай Бидлоо оставил после себя рукописные учебники анатомии — «Зеркало анатомии», «Медико-практический сборник» и «Инструкцию для изучения хирургии в анатомическом театре».

## Память
В 2008 году на территории Лефортовского военного госпиталя установлен памятник Петру I и Бидлоо (скульптор Л. Баранов).
Московский фестиваль молодых деятелей искусств носит имя Н. Л. Бидлоо.

## Семья
Николай Бидлоо женился на Класине Клаес 20 ноября 1701 года. Известно, что у них были дети, но никаких подробностей о них не известно.